# Okorș, Silistra
Okorș (în bulgară Окорш, în română Musular) este un sat în comuna Dulovo, regiunea Silistra, Dobrogea de Sud, Bulgaria. 
Între anii 1913-1940 a făcut parte din plasa Accadânlar a județului Durostor, România. Lângă localitate au mai existat șase așezări (azi dispărute) numite în timpul administrației românești: Șamalar, Așa-Mahle, Orta Mahle Bei (în bulgară Stolnik), Selghi Bugeac (în bulgară Pechenyaga), Tașlâ Mahle (în bulgară Starichene) și Omurgea (în bulgară Omur).

## Demografie
Componența etnică a satului Okorș
     Bulgari (31,71%)
     Turci (65,18%)
     Nicio identificare (2,83%)
     Altele (0,26%)
La recensământul din 2011, populația satului Okorș era de 1.482 locuitori. Din punct de vedere etnic, majoritatea locuitorilor (65,18%) erau turci, cu o minoritate de bulgari (31,71%). Pentru 2,83% din locuitori nu este cunoscută apartenența etnică.